# Łobzów (Krakau)

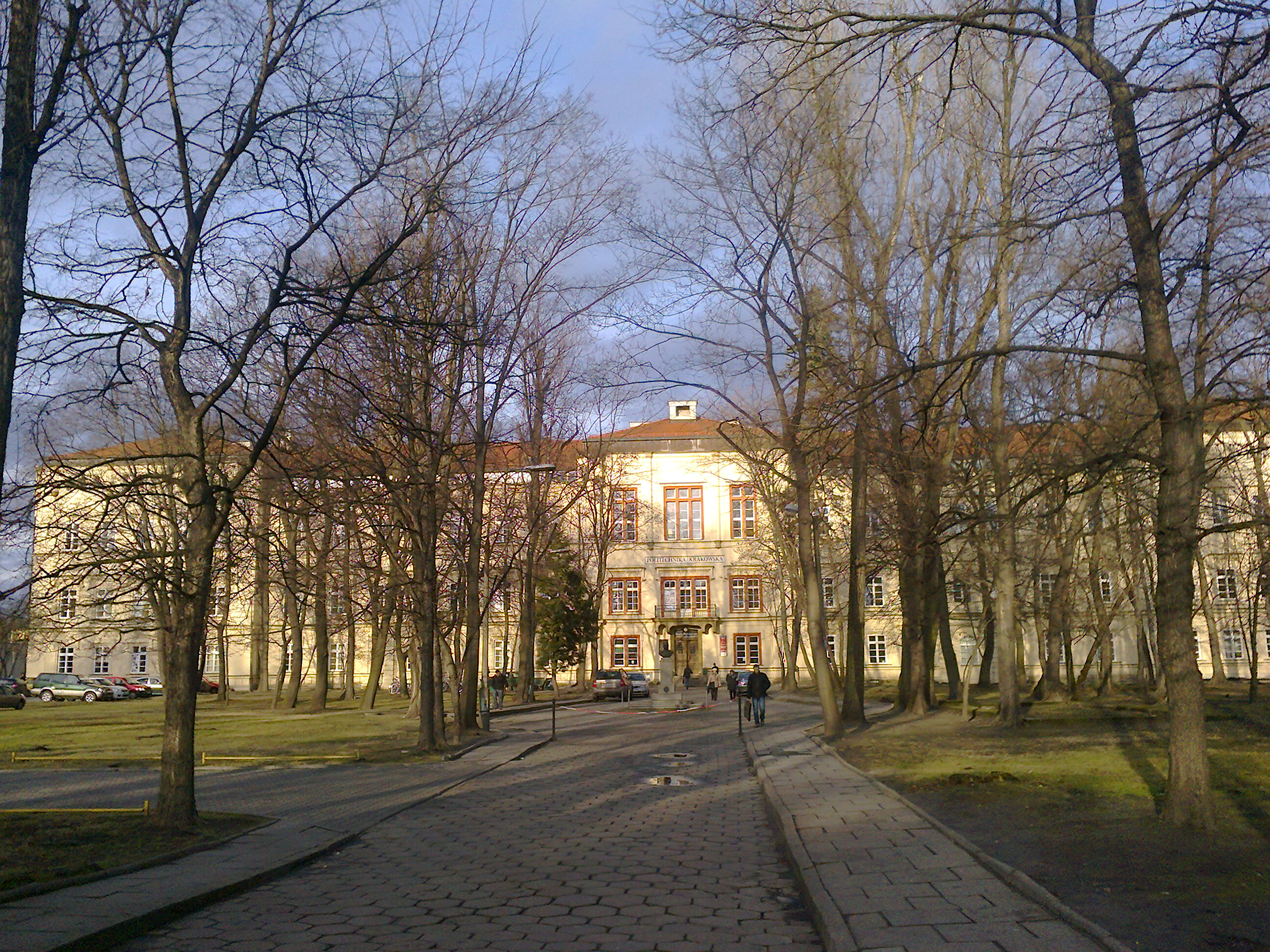
Königlicher Palast

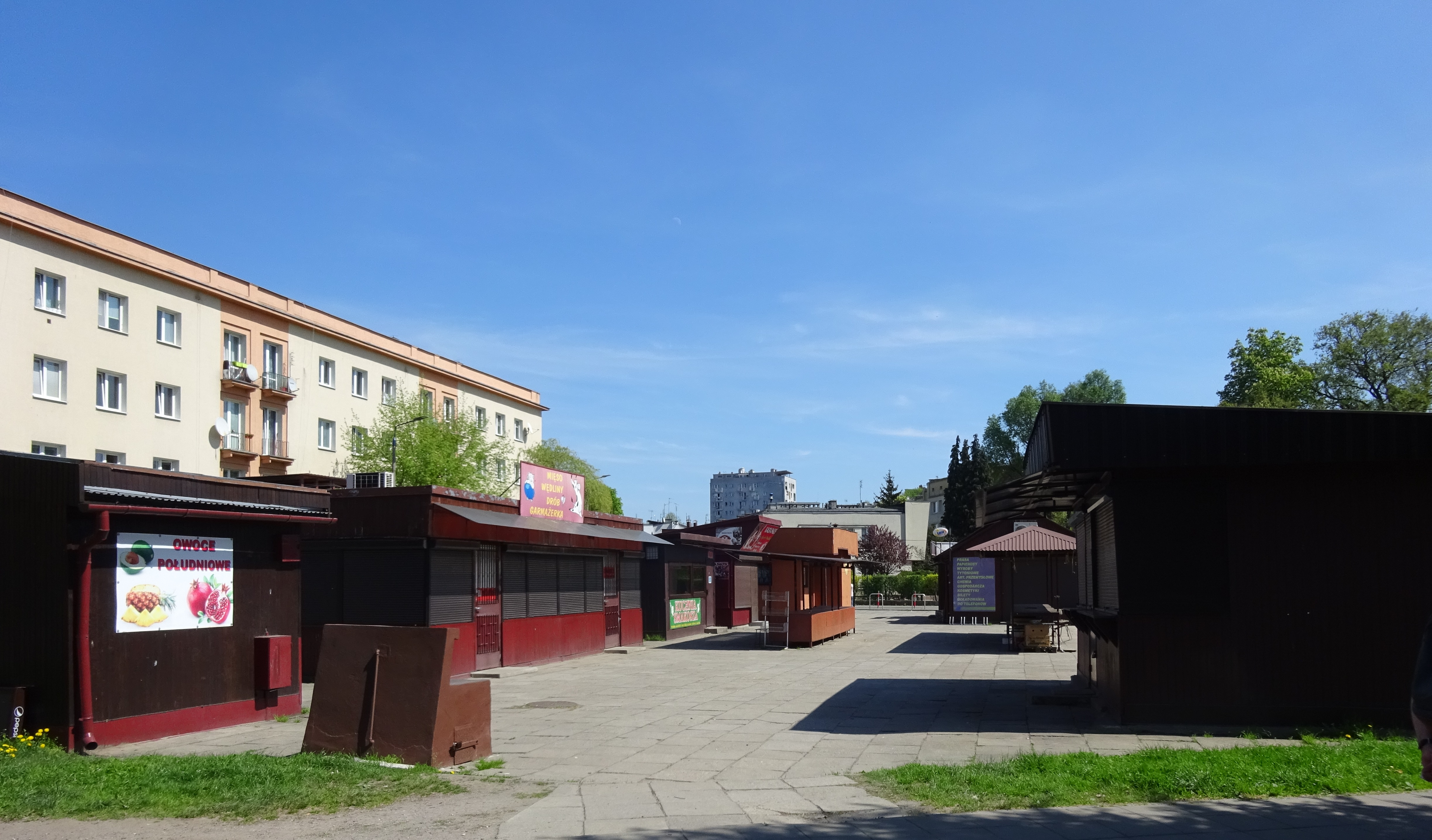
Markt von Łobzów

Łobzów ist ein Stadtteil von Krakau in Polen, im Stadtbezirk V Krowodrza, nordwestlich der Krakauer Altstadt.

## Geschichte
Die gotische Burg des polnischen Königs Kasimir des Großens im Dorf Lobzow wurde im Jahr 1357 erstmals urkundlich erwähnt. Der Name ist vom Appellativ *łobez (das Dorf befand sich auf einem Feuchtgebiet) oder dem Personennamen Łobez abgeleitet. Einige Male wurde es mit dem Zusatz villa antiqua bzw. Stara Wieś (Altdorf) hinzugefügt, um sie von Nowa Wieś (Neudorf) zu unterscheiden.
Unter Stephan Báthory wurde die Burg von Santi Gucci umgebaut, dann 1642–1646 wurde der Palast renoviert, aber verfiel im 18. Jahrhundert.
Bei der dritten Teilung Polens wurde Łobzów 1795 Teil des habsburgischen Kaiserreichs. In den Jahren 1815–1846 gehörte das Dorf zur Republik Krakau. 1846 wurde es als Teil des Großherzogtums Krakau wieder in die Länder des Kaisertums Österreich annektiert. Ab dem Jahr 1855 gehörte Łobzów zum Bezirk Krakau. 1875 wurde die Infanteriekadettenschule Lobzow bei Krakau im Palast eröffnet. Anfang des 20. Jahrhunderts begann die Urbanisierung.
Im Jahr 1900 verfügte die Gemeinde Łobzów Narodowa über eine Fläche von 140 Hektar mit 86 Häusern und 1364 Einwohnern, davon war die Mehrheit römisch-katholisch (1364 oder 95,4 %) und polnischsprachig (997, 73,1 %), außerdem waren 255 (18,7 %) Deutschsprachige, 15 (1,1 %) Ruthenischsprachige, 82 (6 %) anderer Sprache, 27 (2 %) Juden, 16 (1,2 %) Griechisch-Katholiken, 20 (1,5 %) waren noch anderer Religion.
Am 1. April 1910 wurde die Gemeinde nach Krakau eingemeindet. Im Jahr 1921 hatte der Stadtteil XVI. Łobzów 1622 Einwohner.

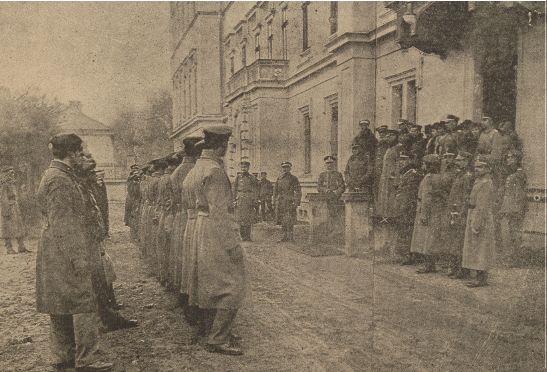
Die Übernahme der Kadettenschule von der polnischen Armee am 10. November 1918

In der Zwischenkriegszeit wurden die österreichische Armee durch die polnische ersetzt.